# The Lords of Flatbush
 The Lords of Flatbush  is een van de eerste films waarin Sylvester Stallone de hoofdrol speelt.
Vier jonge vrienden vullen hun tijd met het versieren van meisjes en het uithalen van rottigheid. Een van hen komt in de problemen als blijkt dat zijn vriendin zwanger is.

## Cast
| Acteur             | Personage        | Opmerkingen           |
| ------------------ | ---------------- | --------------------- |
| Perry King         | Chico Tyrell     |                       |
| Sylvester Stallone | Stanley Rosiello |                       |
| Henry Winkler      | Butchy Weinstein |                       |
| Paul Mace          | Wimpy Murgalo    |                       |
| Susan Blakely      | Jane Bradshaw    |                       |
| Ray Sharkey        | 'Student'        | Film- en acteerdebuut |